# The Model Millionaire

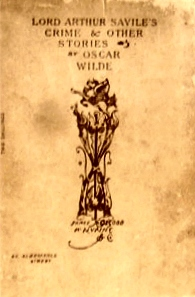
Omslag van de eerste editie

The Model Millionaire is een kort verhaal van de uit Ierland afkomstige maar vooral in Engeland werkzame dichter, proza- en toneelschrijver Oscar Wilde.
Het verhaal werd voor het eerst gepubliceerd in het tijdschrift The World in juni 1887 en later opgenomen in de 1891 verschenen bundel Lord Arthur Savile's Crime and Other Stories. Deze bundel bevatte verder de verhalen Lord Arthur Savile's Crime, The Canterville Ghost en The Sphinx Without a Secret. In latere edities werd hier het verhaal The Portrait of Mr. W.H. aan toegevoegd.

## Verhaal
Hoofdpersoon Hughie Erskine is een charmante maar bepaald niet rijke jongeman. Hij wil graag trouwen met zijn mooie geliefde, maar haar vader wil hierin niet toestemmen en zegt hem maar eens terug te komen als hij £ 10.000 bezit.

Op een dag bezoekt Hughie zijn vriend, de schilder Alan Trevor, die op dat moment bezig is een schilderij te maken van een haveloze bedelaar. Als Trevor even wordt weggeroepen schenkt Hughie, bewogen door medelijden, de arme man een van zijn laatste munten.

Achteraf blijkt het schildersmodel een steenrijke baron te zijn, die zich voor de grap als zwerver liet uitbeelden. De man was zo onder de indruk van Hughie's daad dat hij hem de benodigde £ 10.000 schenkt... "Millionaire models,' remarked Alan, 'are rare enough; but, by Jove, model millionaires are rarer still!"